# RAF Mona
Royal Air Force Mona (engelska: RAF Mona) är en flygbas i Storbritannien.   Den ligger i kommunen Isle of Anglesey och riksdelen Wales, i den sydvästra delen av landet, 300 km nordväst om huvudstaden London. RAF Mona ligger 56 meter över havet. Den ligger på ön Anglesey.
Terrängen runt RAF Mona är platt. Runt Royal Air Force Bodffordd är det ganska tätbefolkat, med 86 invånare per kvadratkilometer. Närmaste större samhälle är Bangor, 16,9 km öster om RAF Mona. Trakten runt RAF Mona består i huvudsak av gräsmarker.